# Obsesie

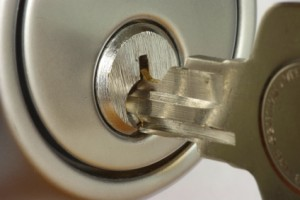
Un exemplu des întâlnit de obsesie este gândul persistent cu privire la închiderea ușii la ieșirea din casă.

Obsesia este, în medicină și în psihologie, o tulburare a voinței care se manifestă prin idei fixe și prin dorința irezistibilă de a face un act compulsiv, pe care subiectul îl percepe ca absurd, dar pe care nu se poate abține să nu-l facă. Această imagine sau idee inadecvată revine persistent în câmpul conștiinței, producând o preocupare chinuitoare.
Obsesia înseamnă o idee, imagine care urmărește pe cineva neîncetat.

## Definiție
Obsesia este frecvent asociată cu compulsia. Este vorba deci de obsesie-compulsie, un fenomen întâlnit cel mai des în cursul nevrozelor obsesionale sau al tulburărilor obsesive-compulsive și mai rar în alte situații.

### Obsesia
Pentru semiologia psihiatrică, obsesiile constituie tulburări de conținut ale gândirii. Ele au două caracteristici:
- Subiectul percepe foarte bine absurditatea gândurilor care-l invadează, pătrunzându-i în psihic. De exemplu, o persoană care este frământată de întrebarea obsedantă dacă a oprit gazul, știe că a făcut-o. Dar întrebarea continuă să persiste, declanșându-i o anxietate intensă.
- Subiectul încearcă să suprime aceste idei, pe care le știe că sunt absurde, dar nu reușește, și începe apoi o luptă împotriva lor, ceea ce are ca efect creșterea dramatică a  anxietății.

### Compulsia
Pentru unele persoane, soluția de a lupta cu această anxietate poate fi găsită doar într-un act compulsiv, care este în esență un act inutil sau absurd, cu un caracter ritual, pe care subiectul nu se poate abține să nu-l execute, chiar dacă-și dă seama bine de caracterul său absurd (acest act compulsiv poate fi verificarea unui lucru pe care persoana l-a verificat deja de mai multe ori, spălarea permanentă a mâinilor etc).

## Diferența între obsesie și fobie
- În cursul fobiei, frica este cauzată de un obiect exterior sau de o situație exterioară. Anxietatea încetează atunci când dispare expunerea la această situație. Persoanele care au fobii folosesc strategii de evitare a obiectelor sau situațiilor care le cauzează frică.
- În cursul obsesiilor, anxietatea este permanentă din cauza apariției permanente a unor idei obsedante în minte.

## Diferite tipuri de obsesii
Se disting trei tipuri de obsesii:

### Obsesii ideatice
Obsesiile ideatice se referă la idei care îi vin în minte subiectului sub formă de îndoieli, de scrupule, de gânduri obsedante, antrenând o frământare neîncetată. Putem cita ca exemplu aritmomania, în care subiectul nu se poate opri din efectuarea permanentă a unor diverse operații aritmetice. 

### Obsesii fobiceTratament
Obsesiile fobice sunt temeri obsedante (de exemplu: cancerofobie, nosofobie etc.). În cursul acestui tip de obsesii, subiectul este invadat în mod constant de teama față de o situație sau de un obiect de care se teme. Acest lucru nu înseamnă că el se confruntă în mod real cu situația sau cu obiectul de care se teme, ca în cazul fobiei. În obsesia  fobică, teama apare continuu cauzând frământări și, uneori, compulsii. Un număr mare de cuvinte care se termină cu sufixul -fobie se referă la acest tip de obsesii și nu la fobii.

### Obsesii impulsive
Obsesiile impulsive (sau fobiile impulsive): este vorba de teama obsedantă de a comite un act criminal sau periculos (frica de a agresa pe cineva, de a rosti o blasfemie într-o biserică etc). 
NB: obsesiile fobice și fobiile impulsive sunt, prin urmare, obsesii și nu fobii.

## Vezi și
- Fobie
- Tulburare obsesiv-compulsivă